# My Life with the Thrill Kill Kult
 (août 2024).
Si vous disposez d'ouvrages ou d'articles de référence ou si vous connaissez des sites web de qualité traitant du thème abordé ici, merci de compléter l'article en donnant les références utiles à sa vérifiabilité et en les liant à la section « Notes et références ».
My Life with the Thrill Kill Kult, aussi appelé Thrill Kill Kult ou encore TKK, est un groupe américain de rock industriel, originaire de Chicago, dans l'Illinois.

## Histoire

### Débuts
Thrill Kill Kult est le nom donné par Frankie Nardiello à son groupe. Ce dernier était le technicien lumière de Ministry lors de leur tournée de 1986. Frankie écrit ses premières chansons avec Alain Jourgensen, le leader charismatique de Ministry et l’une de leurs chansons s’intitulait Thrill Kill Kult. Il forme à cette occasion avec Alain Jourgensen à la guitare et Harry Rushakoff à la batterie le groupe Special Affect, un projet qui ne connaîtra pas de suite. Peu après, Nardiello et Marston Daley un ami originaire de Chicago travaillent sur la musique d’un film Hammerhead Housewife and the Thrill Kill Kult, un film qui n’a jamais trouvé de diffuseur. Bien qu'il ne soit pas sorti, Wax Trax! Records édite la bande originale du film sous la forme d’un maxi contenant trois titres.
Sous les pseudonymes Groovie Mann (Nardiello) et Buzz McCoy (Daley), ils officient dorénavant sous le nom My Life with the Thrill Kill Kult. Étant donné que leur premier 3 titres se vend bien, on leur propose de réaliser un album complet. Cet album, ce sera I See Good Spirits and I See Bad Spirits, sorti en 1988. Il s’agit de l’album des débuts de TKK. Il est sorti en 1988 (Wax 056), pratiquement en même temps que le disque Some Have to Dance, Some Have to Kill. À l’origine, leur musique était un amalgame de rythmes heavy dance, de samples de films d'horreur, et d’images quasi sataniques. Leurs premiers enregistrements étaient très populaires dans le milieu des discothèques indus.
Tous deux attirés par les radios libres et les dancefloors, ils développent un univers occulte tant dans leur musique que dans leurs prestations scéniques. Le groupe continue à entretenir la controverse, en y incluant un album remix Nervous Xians, et gagnent encore en popularité avec l’album Kooler than Jesus constitué de  versions longues (12-inch single).

### Confessions of a Knife
Le deuxième  album de Thrill Kill Kult, Confessions of a Knife, reste encore une des meilleures ventes du label Wax Trax!, et influencent de nombreux groupes avec les titres A Daisy Chain 4 Satan et Rivers of Blood, Years of Darkness.
De même que les maîtres du genre Ministry, KMFDM, et Front 242, Thrill Kill Kult apporte sa contribution à la musique industrielle, et ajoute même sa pierre à l’édifice en faisant évoluer et en créant des sons qu’il est encore difficile d’identifier ou de classer. Ils élaborent une musique pour Club avec des sons lourds associés à des sons disco et funk, amplifiés à des niveaux inaudibles. Thrill Kill Kult reflète un mouvement où la musique s'avère menaçante et agressive, et élabore une musique composée de riffs acérés et de constructions proches de ce que font les groupes de heavy metal traditionnel. Une de leurs particularités tient dans le choix des mots et des samples réalisés par b-Movie ou empruntés à toute autre source.
Confessions of a Knife, sorti en 1990, a fait l’objet d’une controverse en raison des objections des Tipper Gore et des PMRC à l’encontre du premier titre de l’album A Daisy Chain for Satan, traduit littéralement par ‘’Une guirlande en marguerite pour Satan’’. En réalité, ça n’a fait qu’accroître la notoriété du groupe, l’album se positionnant à la troisième place des albums les mieux vendus par le label WaxTrax!
Dès le démarrage, le groupe évoque le thème du satanisme, mais il convient de noter que leurs chansons n'ont rien de manifeste du satanisme ou de la vénération de démons, et ce bien que des images blasphématoires, que certaines de leurs paroles ainsi que l’intégralité de leur œuvre puisse en faire référence. 
À titre exemple, le titre A Daisy Chain 4 Satan est en réalité le titre d'un roman écrit par Joan Fleming que Nardiello avait dans sa bibliothèque.

### Sexplosion!
Les éléments occultes développés jusqu'alors par le groupe ont évolué ces dernières années et le groupe s’est davantage engagé sur la voie de sons disco « louches ». Leur album de 1991 Sexplosion! tend vers le psychédélisme, les rythmes house et vers ce qui sera la base de leur musique à venir les sons lounge. 
Le Sexplosion! Tour en 1991 assied le groupe dans une certaine notoriété. En plus de leur performance, figure un bar et un barman sur la scène ainsi qu’un duo homme/femme, Ten and Avaluscious White, qui apparaissent lors des shows arborant de multiples tenues. À un moment du spectacle, Ten vêtu comme Jésus sur sa croix, se présente un godemichet noir entre les jambes, Avaluscious White simulant à cette occasion une fellation. Cette controverse a créé colères et protestations dans un certain nombre d'endroits aux États-Unis, tout en contribuant à accroître la notoriété du groupe d’autre part. Dans le cadre de leur Inferno X-press Tour, The Thrill Kill Kult (avec Cirrus et BeatMistress) jouent devant une foule emballée au Tunnel à Manhattan le 24 juillet 1997.
Thrill Kill Kult quittent Wax Trax! Records à la suite de Sexplosion!, Confessions devenant l'une des meilleures ventes du label. Le label Interscope Records ayant pris conscience du potentiel du groupe, ils signent TKK, et réédittent Sexplosion! et ressortent leur plus populaire succès alternatif en radio, Sex on Wheelz, (Factory QC enregistré par Marty Munsch).  
Les derniers albums s'étendent sur ces sons et ont aussi exploré de nouvelles directions, tel qu’en 1995 avec la sortie chez Interscope  de Hit and Run Holiday, avec lequel ils combinent la signature électronique des Kult avec  le psychédélisme, le surf rock/go-go et des réminiscences du garage rock des années 1960  mais encore des sons de l’actualité d'alors tels ceux de The B-52's.

### Depuis les années 2000
En 2001, l’album The Reincarnation of Luna sort sur leur propre label Sleazebox et est distribué par Invisible Records. Le groupe assort le titre Luna d’un album Golden Pillz: The Luna Remixes, ainsi que d'un album live intitulé Elektrik Inferno. Rykodisc devient le nouveau et encore actuel label du groupe et sort une compilation de raretés Dirty Little Secrets.  Rykodisc ressort le catalogue d’albums de My Life with the Thrill Kill Kult, un nouveau best-of, un album de remix.  Un projet (Gay, Black and Married) toujours non édité est toujours dans les cartons.
Le 23 novembre 2007, Thrill Kill Kult finit sa tournée à la salle de l’Annex à Madison.

## Tournées
Nardiello et Daley recrutent Thomas Thorn (Buck Ryder) aux synthétiseurs et pour administrer les samples lors de la première tournée du groupe. Pour leurs prestations en live, le groupe s’est aussi entouré de The Bomb Gang Girlz, des chanteuses qui font les secondes voix et les chœurs. Parmi les premières de ces chanteuses, on compte Jackie Blaque, Rhonda Bond ou encore Kitty Killdare.
Thomas Thorn quitte bientôt TKK pour fonder son propre groupe, The Electric Hellfire Club (qui a embrassé les thèmes ouvertement diaboliques développés par My Life in the Thrill Kill), bien qu'il se revendique comme étant celui qui introduit les sons dark chez TKK. Il est cependant plus que probable que les déclarations de Thorn n'ont pas été signifiées pour être prises au sérieux, d’autant que sa participation dans le processus de création sur les premiers albums de TKK ait été minimale.
My Life with the Thrill Kill Kult continue toujours à associer du personnel tournant à leur tournée. On compte entre autres la chanteuse Lydia Lunch, le bassiste Levi Levi, le guitariste William Tucker, Chris « Curse » Mackey des Evil Mothers et Grim Faeries, Lady Galore des célèbres Lords of Acid (qui apparaît sous le pseudonyme Cherrie Blue dans TKK), et un grand nombre d’artistes, techniciens du son, musiciens et réalisateurs. Au niveau créatif toutefois, c’est le duo Nardiello et Daley qui reste au cœur des créations tant au niveau des enregistrements d’albums que des prestations en live.
Leurs deux albums suivants, 13 Above the Night et Hit and Run Holiday, sont enregistrés avec Interscope avant leur depart du label en 1996. L’album A Crime for All Seasons, sort en 1997 chez Red Ant Records.

## Projets apparentés
La première apparition de Frank Nardiello a lieu dans un groupe appelé Special Affect en collaboration avec Al Jourgensen à la guitare et Harry Rushakoff à la batterie. À la suite de la disintégration de Special Affect, Nardiello part pour l’Angleterre et devient le chanteur du groupe Drowning Craze. Il s'en retourne en Amérique et l’idée de créer My Life with the Thrill Kill Kult lui vient alors. Un projet Darling Kandie est créé, il était composé à l’origine (en 1999) du duo Nardiello et William Tucker. À la suite du décès de Tucker en 1999, Nardiello édite leur travail sous la forme de versions longues intitulées People Next Door. En 2005, Nardiello refonde les Darling Kandie avec un nouveau line up et travaille actuellement sur l’album des débuts de Darling Kandie's.
Marston Daley a été le producteur d’un single au milieu des années 1980 avec le groupe Rota, un  album de reprises de KISS intitulé Do You Love Me?. En 1991, il travaille avec Sascha Konietzko de KMFDM dans le groupe Excessive Force. La même année, on retrouve Daley sur l’album live de Pigface Welcome to Mexico, Asshole. En compagnie de Ruth McArdle (Lady Galore) des Lords of Acid, il édite un projet en 2002 intitulé Cherrie Blue. Comme Buzz McCoy, Daley a aussi fait de nombreux remixes pour des groupes tels que Radio Iodine, KMFDM, Evil Mothers, Pigface, Voodou, et Professional Murder Music (en).

## Discographie
- 2009 : Death Threat
- 2014 : Spooky Tricks
- 2019 : In the House of Strange Affairs

### Singles
- 1989 : Kooler than Jesus (12")
- 1990 : A Girl Doesn't Get Killed by a Make-Believe Lover... 'Cuz It's Hot
- 1990 : Naïve/The Days of Swine and Roses (KMFDM)
- 1991 : Sexplosion
- 1992 : Sex on Wheelz
- 1993 : Blue Buddha
- 1993 : Final Blindness (12")
- 1995 : Hit and Run Holiday
- 1997 : Sexy Sucker

### Autres sorties
- 1987 : My Life with the Thrill Kill Kult (12" EP). Ce maxi constitué de versions longues (Wax039) est la première sortie avant I See Good Spirits and I See Bad Spirits. First Cut est le titre figurant sur la face A du disque, en 45 tours et sur la face B, figuraient les titres Shock of Point 6 et Resisting the Spirit, en 33 tours 1/3.
- 1988 : Some Have to Dance, Some Have to Kill (12" EP)
- 1999 : Dirty Little Secrets: Music to Strip By
- 2002 : Golden Pillz: Luna Remixes
- 2002 : Elektrik Inferno Live
- 2004 : The Be(a)st of TKK
- 2004 : Diamonds and Daggers
- 2005 : My Life Remixed
- 2007 : Blood + Dope + Sin + Gold. Ce CD n’a été vendu que lors de la tournée 2007 sur le stand merchandising uniquement. On y trouve des remixes de The Filthiest Show In Town, Gay Black & Married, Diamonds & Daggers et The Reincarnation of Luna, ainsi qu’un titre inédit intitulé Drug Chain 4 Jesus.

### Bandes originales
- Dans le film Cool World figurent les chansons Sex on Wheelz et Her Sassy Kiss (1992).  Dans ce film, on trouve aussi trois autres titres de Thrill Kill Kult: The Devil Does Drugs, Sedusa, et Holli's Groove.  Les deux derniers titres étaient non édités. Holli's Groove est renommé Strippers Only et figure sur l’album Dirty Little Secrets.  Sedusa est renommé The Smash-Up et figure en tant que bonus sur la dernière compilation du groupe.
- Dans The Crow, figure une chanson exclusive After the Flesh (1994), qui est une version retravaillée du titre antérieur Nervous Xians. Le groupe fait une brève apparition live dans le film.
- Dans La Famille Pierrafeu (1994) figure une version différente de Hit and Run Holiday. Un CD un titre est édité à cette occasion.
- Dans Showgirls (1995) on retrouve les versions originales de Wasted Time et Someone New.  Le titre The Devil Does Drugs figure aussi dans le film, mais pas dans la musique originale du film.  Un autre titre intitulé Seduction 23 est composé pour ce film mais le titre Wasted Time lui a finalement été préféré.
- Dans Baseketball on retrouve les titres Golden Strip, Glamour Is a Rocky Road, et Hot Blood Risin', mais ils ne figurent pas sur la bande originale du film.
- Dans Beavis et Butt-Head (Beavis and Butt-head), les personnages regardent à la télé le clip de la chanson Blue Buddah.
- Dans le DVD The First Tour de SuicideGirls, on retrouve le titre Hour of Zero.
- Dans l’épisode 52, saison 3 Oedipus Hex de CSI NY - lors d’une invitation commune avec Suicide Girls, on retrouve Hour of Zero (Don't Mess With the Illinoize Remix)

### Clips
- Ride The Mindway VHS
- Hit and Run Holiday live VHS
- The Kult Kollection DVD